# Euler (Familienname)
Euler ist ein deutscher Familienname.

## Herkunft und Bedeutung
Euler ist ein Berufsname und bezieht sich auf den Beruf des Eulers. Es ist der historische Sammelname aller Handwerker, die Tongefäße herstellten.

## Namensträger
- Adam Euler (1919–1971), deutscher Politiker (FDP)
- Alexander Euler (1929–2012), Schweizer Ingenieur und Politiker (SP)
- Alisson Euler de Freitas Castro (* 1993), brasilianischer Fußballspieler, siehe Alisson (Fußballspieler, 1993)
- Andreas Euler (* 1966), deutscher Schauspieler
- Arno Euler (1923–2012), deutscher Romanist
- August Euler (1868–1957), deutscher Flugpionier
- August Hanns Leonhard Euler (* 1940), deutscher Entwicklungsingenieur
- August-Martin Euler (1908–1966), deutscher Jurist und Politiker (FDP, FVP)
- Balthasar Conrad Euler (1791–1874), deutscher Orgelbauer
- Bernd Euler-Rolle (* 1957), österreichischer Kunsthistoriker
- Carl Friedrich Euler (1823–1891), deutscher Ingenieur, siehe Friedrich Euler (Ingenieur)
- Carl Hieronymus Euler (1834–1901), Schweizer Ornithologe
- Carl Philipp Euler (1828–1901), deutscher Turnpädagoge
- Christoph Euler (1743–1808), deutscher und russischer Offizier
- Curt von Euler-Chelpin (1918–2001), schwedischer Neurophysiologe
- Dieter Euler (* 1952), deutscher Wirtschaftspädagoge und Hochschullehrer
- Eduard Euler (1867–1931), deutscher Maler und Lithograf
- Ellen Euler (* 1977), deutsche Juristin
- Ferdinand Euler (1862–1925), evangelischer Theologe und Abgeordneter
- Franz Euler (1804–1873), deutscher Gastronom und Bürgermeister der Stadt Worms
- Frederike Euler (* 1989), deutsche Schauspielerin
- Friedrich Euler (Ingenieur) (Carl Friedrich Euler; 1823–1891), deutscher Ingenieur
- Friedrich Euler (Architekt) (1898–1983), österreichischer Architekt
- Friedrich Wilhelm Euler (1827–1893), deutscher Orgelbauer, siehe Gebrüder Euler
- Friedrich Wilhelm Euler (Genealoge) (1908–1995), deutscher Archivar, Genealoge und Stiftungsgründer
- Georg Euler (1905–1998), deutscher Fußballspieler
- Golo Euler (* 1982), deutscher Schauspieler
- Hans Euler (Politiker, 1815) (1815–1887), deutscher Bürgermeister und Mitglied der Kurhessischen Ständeversammlung
- Hans Euler (Physiker) (Hans Heinrich Euler; 1909–1941), deutscher Physiker
- Hans von Euler-Chelpin (1873–1964), schwedischer Chemiker
- Hanns Peter Euler (* 1941), deutscher Soziologe und Betriebswirt
- Harald Euler (1943–2025), deutscher Evolutionspsychologe
- Heinrich Ludwig Euler (1837–1906), deutscher Orgelbauer, siehe Gebrüder Euler
- Helmuth Euler (1933–2020), deutscher Autor und Filmemacher
- Henry Euler (1947–2018), deutscher Illustrator und Schriftsteller
- Hermann Euler (Zahnmediziner) (1878–1961), deutscher Zahnmediziner
- Hermann Euler (Maler) (1900–1970), deutscher Maler
- Horst Euler (1910–1980), deutscher Sänger (Bariton)
- Ingeborg Euler (1927–2005), deutsche Journalistin
- Ingo Euler (* 1971), deutscher Ruderer
- Jakob Euler (1842–1917), deutscher Rittergutsbesitzer und Politiker, MdR
- Jakob Euler (Politiker, 1856) (1856–1931), Landtagsabgeordneter Waldeck
- Jana Euler (* 1982), deutsche Künstlerin
- Johann Albrecht Euler (1734–1800), Mathematiker und Astronom
- Johann Georg Euler (1815–1894), Schweizer Unternehmer und politischer Beamter
- Joseph Euler (1804–1886), preußischer Notar und Politiker der demokratischen Bewegung
- Karl Euler (Turnlehrer) (auch Charles Euler; 1809–1885), belgisch-deutscher Turnlehrer und Autor
- Karl Euler (Philologe) (1858–1924), deutscher Philologe und Pädagoge
- Karl Euler (Eiskunstläufer), österreichischer Eiskunstläufer
- Karl Euler (Theologe) (1873–1960), deutscher Theologe
- Karl Friedrich Euler (1909–1986), deutscher Theologe und Hochschullehrer
- Karl Lukas Euler (1877–1928), deutscher Politiker, MdL Hessen
- Karl Philipp Euler (1828–1901), deutscher Turnpädagoge, siehe Carl Philipp Euler
- Leonhard Euler (1707–1783), Schweizer Mathematiker und Physiker
- Lucie Euler (1877–1956), deutsche Schauspielerin
- Ludwig Euler (1830–1908), deutscher Stadtbaumeister in Worms
- Ludwig Heinrich Euler (1813–1885), deutscher Jurist, Historiker und Abgeordneter
- Maja Stadler-Euler (* 1941), deutsche Juristin und Politikerin (FDP), MdHB
- Matthias Euler-Rolle (* 1977), österreichischer Moderator
- Michael Euler-Schmidt (* 1953), deutscher Kunsthistoriker und Brauchtumsforscher
- Otto Euler (1835–1925), deutscher Advokat, Justizrat, Stadtverordneter und Mitglied des Stadtparlaments Düsseldorf
- Peter Euler (* 1953), deutscher Pädagoge und Hochschullehrer
- Rigas von Euler-Chelpin (1837–1923), bayerischer Generalleutnant
- Rudolf Euler (1875–1964), deutscher Unternehmer (Metallgesellschaft, Berg- und Metallbank, Degussa)
- Sophie Luise Schulz-Euler (1847–1926), deutsche Schriftstellerin
- Stephan Euler (1890–1975), deutscher Mediziner, Bürgermeister von Lindau und Träger des Bundesverdienstkreuzes
- Ulf von Euler (1905–1983), schwedischer Mediziner und Nobelpreisträger
- Walter Andreas Euler (* 1962), deutscher römisch-katholischer Theologe
- Wilhelm Euler (1847–1934), deutscher Papierfabrikant und Politiker
- William Daum Euler (1875–1961), deutschstämmiger kanadischer Politiker
- Wolfram Euler (* 1950), deutscher Sprachwissenschaftler und Indogermanist